# Ротвейлер
Ротвейлер (нім. Rottweiler) — порода собак, створена у Німеччині.

## Історія

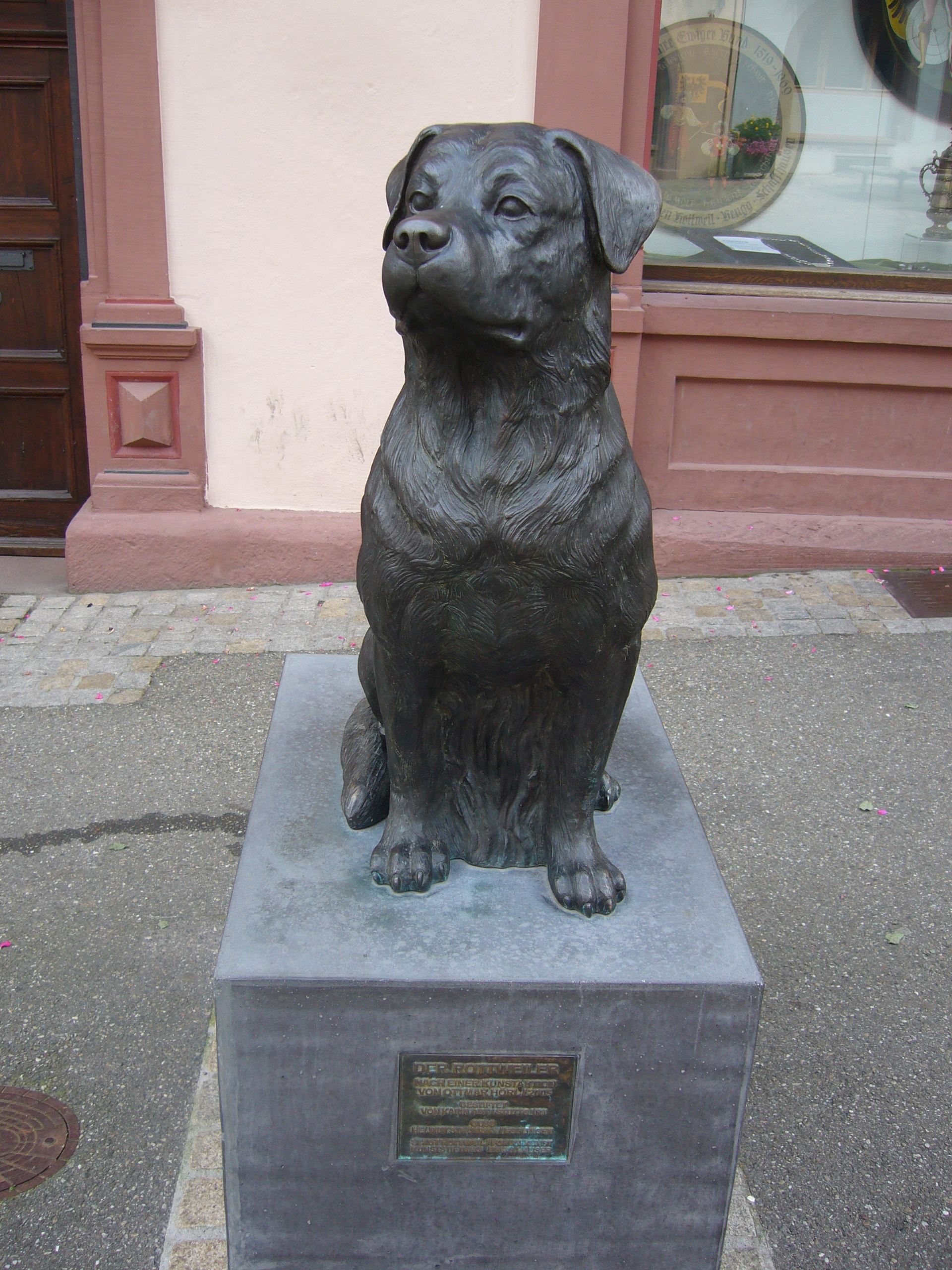
Пам'ятник ротвейлеру у місті Ротвайль, Німеччина

Німецьке місто Ротвайль, що лежить у передгір'ях Альп, було відоме своїми ярмарками великої худоби. І череди худоби, які зганяли туди, завжди супроводжували сильні опецькуваті чорно-коричневі собаки, котрих почали називати ротвейлерами. Їхня праця була нелегкою — удень на перегоні вони стежили за порядком у череді, підганяли відсталих тварин, траплялося й таке, що приборкували розлючених биків. А по ночах охороняли череду від двоногих і чотириногих злодіїв. Після ярмарку — інші проблеми. Продавши худобу, згінники-скотарі «святкували» підписання угоди. Але виторг кожен складав у спеціальний гаманець на нашийнику свого ротвейлера. І п'яний хазяїн знав — тут гроші будуть у безпеці. Різники Ротвайля розвозили невеликі вантажі на запряжених у невеличкі візки ротвейлерах, — їх навіть почали називати «різницькими собаками».
Ротвейлер був надійним охоронцем, але перед прогресом виявився безсилим. Європа розвивалася — невдовзі вона вся була помережана залізницею. Виявилося, що худобу значно вигідніше перевозити залізницею. І тоді ротвейлери втратили роботу. До кінця XIX століття їх лишилося одиниці.
Одного вечора 1901 року в портовому трактирі Гамбурга сталася бійка між п'яними матросами. Поліціянт, який проходив повз із собакою, втрутився, і, коли п'яна компанія, об'єднавшись, кинулась на нього, собака почав діяти. З розбишаками ротвейлер упорався за лічені хвилини. Ця історія набула широкого розголосу. Ротвейлер удруге здобув популярність, але тепер уже як службовий собака. А незабаром і поліція надає породі статус «поліцейського собаки». З тих часів у ротвейлерів завжди були й робота, і свої любителі, — любителі надійних робочих собак.

## Зовнішній вигляд
Ротвейлери — масивні, широкотілі, неквапливі собаки з великими головами. Забарвлення їхньої шерсті чорне з іржаво-червоними плямами на голові, на грудях і на лапах. Зовнішній вигляд цих собак свідчить про надійність.

## Характер
Поведінка у ротвейлерів спокійна, смілива, упевнена, дещо стримана, уважна, слухняна стосовно хазяїна та недовірлива до сторонніх. Основні реакції поведінки проявляються дещо уповільнено, але виражені сильно. У захисно-оборонній реакції злість проявляється помірною, хватка міцна, боротьба енергійна. Під час дресирування навички виробляються повільно, але закріплюються міцно. Собака працює спокійно і зацікавлено. Ротвейлер використовується пастухами й поліцією, але в першу чергу це сторож і охоронець. Він також цінується як домашній собака, що особливо прив'язаний до дітей.